# اقتصاد أسري
في البلاد الأوروبية،
يمكن استخدام مصطلح الاقتصاد الأسري لوصف الأسرة كوحدة اقتصادية. فتتميز المراحل الأولية من التنمية في اقتصاديات عديدة بالإنتاج المعتمد على الأسر. فلقد كانت التكنولوجيا، في أوائل فترة ما قبل الصناعة، محدودة وغير متطورة. وظهر معظم النشاط الاقتصادي ضمن الأسر، وتم تنظيم الإنتاج والتوزيع بحكم العرف والتقاليد. وكان ارتفاع معدلات الوفيات وانخفاض الإنتاج يعنيان أن الحياة في المزارع والمدن كانت تتسم بقصرها وقسوة الظروف المعيشية – وهو الواقع الذي تم قبوله إجباريًا. ولقد قامت الأسرة في هذا المجتمع بدور محوري، حيث كانت الأوضاع الاقتصادية والاجتماعية تحدد حسب الميلاد والروابط الأسرية والعرف المحلي. والأهم من ذلك، كانت الأسرة تعتبر وحدة منتجة، وكانت القوة البدنية – عادةً ما يتسم بها الرجل – تعد عنصرًا أساسيًا للبقاء. ولقد كانت الوحدة الاقتصادية الأسرية تعتمد على العمل المتخصص الذي يقوم به أفراد الأسرة. فكانت الأسرة تعتبر مُنتِجًا متعدد الأجيال يمتلك رأس مال وأرضًا توفرت من قبل أجيال أسبق وعمل يقدمه أجيال أصغر سنًا. ولم تُنتج البضائع للاستهلاك المنزلي فقط ولكن للبيع والتجارة في الأسواق أيضًا. ولم يقتصر الإنتاج الأسري على المنتجات الزراعية فقط ولكنهم أنتجوا البضائع المصنعة وقدموا الخدمات. ومن أجل الحفاظ على اقتصاد أسري قادر على النمو خلال عصر ما قبل الصناعة، كان لابد من توفر العمالة. وتم الحصول على العمالة اللازمة لتشغيل المزرعة وتوفير الدعم لكبار السن من أفراد الأسرة، حيث كانت معدلات الإنجاب مرتفعة. ولقد أدى ارتفاع معدل الإنجاب وضمان التوظيف في مزرعة الأسرة إلى أن يصبح التعليم، بخلاف معرفة القراءة والكتابة الأساسية لقراءة الإنجيل، مكلفًا وغير ضروري. أما في أثناء مرحلة ما بعد الصناعة، فقد تغير مفهوم الأسرة كوحدة اقتصادية، وتحولت الأسرة من كونها وحدة إنتاجية إلى وحدة استهلاكية. وأدى هذا العصر الجديد من الثورة الصناعية إلى حدوث تغييرات، حيث أصبحت الزراعة ممكنة باستخدام عدد أقل من الأفراد، وبذلك لم يعد يتم اعتبار الأطفال كموارد اقتصادية ولكن كأعباء. كما ساهم التصنيع في زوال الاقتصاد الأسري حيث شجع السوق الرأسمالي على الإنتاج في مصانع ومزارع ومناجم واسعة النطاق. وأصبحت العمالة المأجورة أمرًا شائعًا ولم يعد يعمل أفراد الأسرة معًا ولكنهم بدلاً من ذلك قاموا باستخدام الأجور التي يتقاضونها لشراء البضائع لاستهلاكها معًا كوحدة أسرية. واعتبرت الثورة الصناعية، التي بدأت منذ القرن التاسع عشر وحتى القرن العشرين، القوة التي غيرت
الأسرة الاقتصادية والمسؤولة بشكل أساسي عن ظهور «الأسرة المعاصرة».
وجدت نماذج مشابهة «للاقتصاد الأسري» في بلاد أخرى ولكن، اعتمادها على التقاليد والثقافة، اختلف بشكل كبير عن النماذج الأوروبية لاقتصاد الأسرة. وعلى الرغم من ذلك، لابد من القول إن التصنيع كان له آثار أخرى أكثر ضررًا على البلاد غير الأوروبية بسبب المناخ الاستعماري حيث كانت تسيطر الحكومات والمستثمرون الأجانب على الصناعة وكان يتم سلب ونزع الثروات من الأراضي والسكان الأصليين على سبيل المثال لا الحصر الموارد الطبيعية. وينحاز مصطلح اقتصاد الأسرة في التعريفات الموضحة هنا تجاه تاريخ الثقافة الأوروبية والمجتمعات الزراعية، حيث تميزت المجتمعات القبلية أو القائمة على الصيد بنماذج مختلفة لاقتصاد الأسرة التي كانت بطبيعتها أكثر تعاونًا.
يُستخدم مصطلح الاقتصاد الأسري للدلالة على البنية الأساسية للإنتاج والاستهلاك، كما أوضحها داني بيرسون. وكانت توجد اختلافات إقليمية في الاقتصاد الأسري، حيث كان يختلف باختلاف الأماكن.
ففي أوروبا الغربية كان المزارعون يمتلكون أراضيهم الخاصة التي كانوا يزرعونها للانتفاع والبقاء. وعلى الرغم من ذلك في أوروبا الشرقية، كان يعمل القن لصالح المالك وكانوا يعملون تحت سيطرته لإنتاج الغذاء وبيعه وربح المال لصالح المالك الذي كان عادةً من النبلاء.
في جميع أنحاء أوروبا كانت تعتبر الأسرة وحدة أساسية في الإنتاج والاستهلاك. وتألفت الأسرة من الآباء وأطفالهم الذين هم في سنوات المراهقة المبكرة، والخدم، باستثناء الأسر الغنية التي عادةً ما كانت صغيرة. ولقد كان لكل فرد دور مختلف بقدر أهمية الاقتصاد الأسري.
ومع بلوغ سن السابعة، كانت الفتيات تساهمن في الاقتصاد الأسري. فيمكن أن تقوم برعاية الدجاج أو سقاية الحيوانات أو نقل الطعام إلى العاملين البالغين. وتظل الفتيات في بيوتهن طالما بإمكانهن المساهمة مع الأسرة.
وعلى الرغم من ذلك، يترك معظمهن الأسرة عند بلوغ 12-14 عامًا، حيث ينتقلن إلى مزارع أو مدن أو قرى أخرى ليصبحن خادمات. فكان الهدف الأساسي للمرأة صغيرة السن هو جمع المهر. وهو الهدية التي تُقدم إلى الأسرة الجديدة عند الزواج.
كانت المرأة المتزوجة تشارك في عمل زوجها. فلقد كانت تقوم بعدة أمور من جمع الحبوب إلى حرث الحقول وحتى التسول أثناء الركود الاقتصادي.
وقد كان دور الأطفال مختلفًا قليلاً. فلقد اُعتبر الأطفال في بعض الأحيان عبئًا اقتصاديًا، على الرغم من أنه في بعض الحالات، كلما زاد عدد الأطفال زاد عدد العاملين، مما يجعل الاقتصاد الأسري أكثر كفاءة.

## كتابات أخرى
Nussbaum, M. (2000) Women and Development: The Capabilities Approach, Cambridge University Press, New York.
Paarlberg, Don. "The Future of the Family Farm." The Saturday Evening Post. March 1976, pp. 42–43.